# Ван дер Мейе, Александра
Александра Екатерина ван дер Мейе (урождённая Николау; 22 июля 1940, Бухарест — 14 октября 2013, Харлем) — румынская и нидерландская шахматистка, гроссмейстер (1977). Специалист по китайской филологии.
Многократная чемпионка Румынии (1960, 1961, 1963—1965 и 1973). Возглавляла команду Румынии на Олимпиадах 1963 и 1966, заняв дважды 2-е место на 1-й доске (за Н. Гаприндашвили). Участница межзонального турнира на острове Менорка (1973) — 6—8-е места. (с Т. Затуловской и Я. Майлс). Победительница и призёр ряда других международных соревнований, в том числе турниров в Белграде (1966, 1968, 1971, 1973, 1978) и организованных фирмами Хоховен (1965, 1966, 1968) и Dunlop Sport (1963, 1964).
С 1974 года жила в Нидерландах, где 5 раз становилась чемпионкой страны (1974, 1976, 1977, 1978 и 1979). В составе сборной Нидерландов участвовала в 4-х олимпиадах (1976-1978, 1984, 1988).

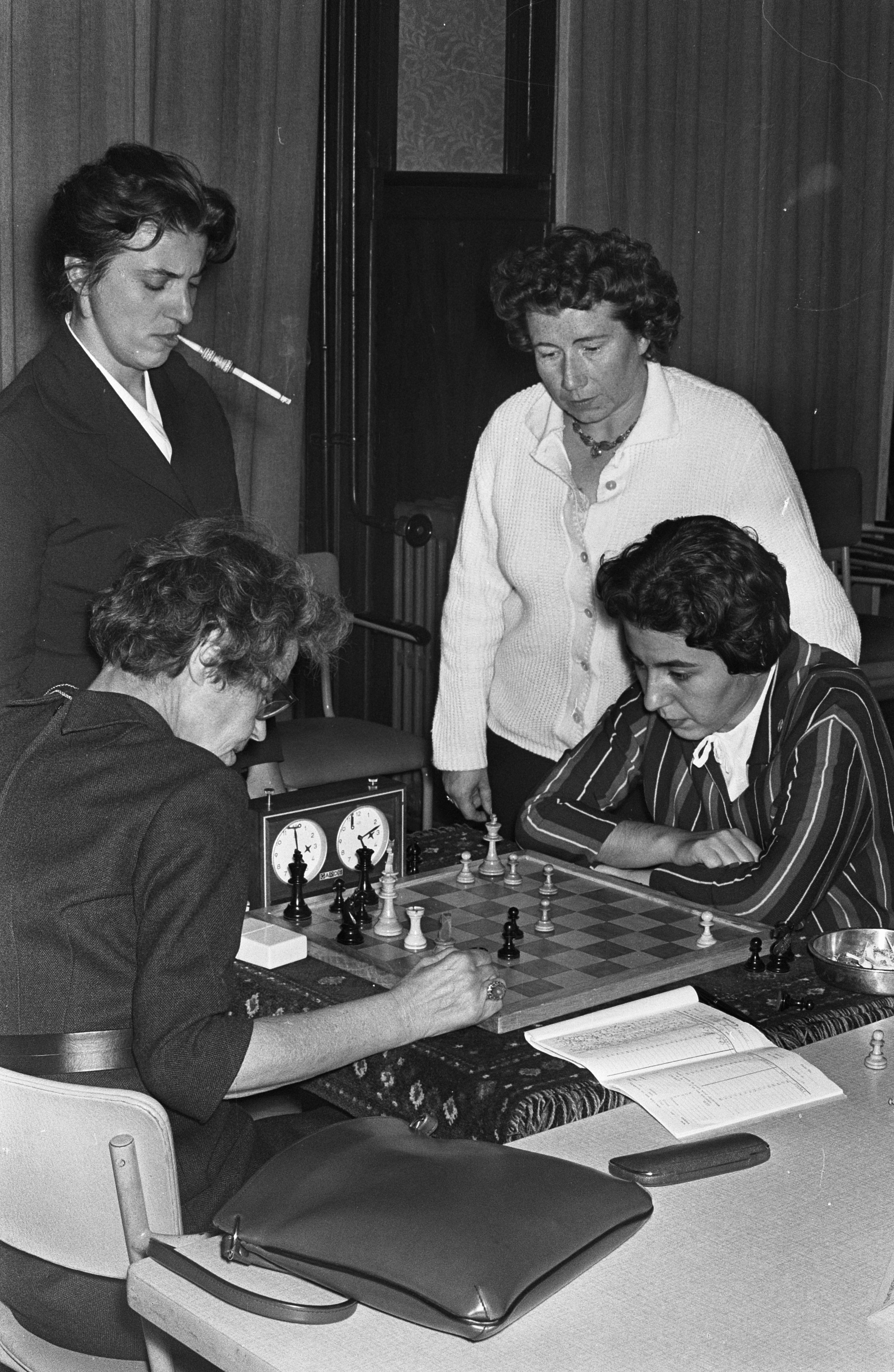

## Изменения рейтинга
| Графики недоступны из-за технических проблем. См. информацию на Фабрикаторе и на mediawiki.org. |